# Houssam Ghacha
Houssam Eddine Ghacha (Ouled Djellal, 25 ottobre 1995) è un calciatore algerino, attaccante dell'USM Alger.

## Carriera

### Club
Cresciuto nelle giovanili di CRB Ouled Djellal e A Bou Saâda, nel 2015 viene promosso nella prima squadra di quest'ultima, giocando per due stagioni nella seconda divisione algerina. Nel 2017 si trasferisce al USM Blida, formazione della massima serie algerina. L'anno successivo si trasferisce all'ES Sétif, altro club della massima serie algerina, dove rimane per tre stagioni, facendo anche il suo esordio sia in CAF Champions League che in Coppa della Confederazione CAF. Il 17 luglio 2021 si trasferisce ai turchi dell'Antalyaspor.

### Nazionale
Il 27 dicembre 2018 ha esordito con la nazionale algerina giocando l'amichevole vinta 0-1 contro il Qatar.

## Statistiche

### Presenze e reti nei club
Statistiche aggiornate al 19 gennaio 2022.
| Stagione           | Squadra            | Campionato         | Campionato | Campionato | Coppe nazionali | Coppe nazionali | Coppe nazionali | Coppe continentali | Coppe continentali | Coppe continentali | Altre coppe | Altre coppe | Altre coppe | Totale | Totale |
| Stagione           | Squadra            | Comp               | Pres       | Reti       | Comp            | Pres            | Reti            | Comp               | Pres               | Reti               | Comp        | Pres        | Reti        | Pres   | Reti   |
| ------------------ | ------------------ | ------------------ | ---------- | ---------- | --------------- | --------------- | --------------- | ------------------ | ------------------ | ------------------ | ----------- | ----------- | ----------- | ------ | ------ |
| 2015-2016          | A Bou Saâda        | L2                 | 19         | 0          |                 | -               | -               |                    | -                  | -                  |             | -           | -           | 19     | 0      |
| 2016-2017          | A Bou Saâda        | L2                 | 27         | 2          |                 | -               | -               |                    | -                  | -                  |             | -           | -           | 27     | 2      |
| Totale A Bou Saâda | Totale A Bou Saâda | Totale A Bou Saâda | 46         | 2          |                 | -               | -               |                    | -                  | -                  |             | -           | -           | 46     | 2      |
| 2017-2018          | USM Blida          | L1                 | 23         | 1          | CA              | 3               | 0               |                    | -                  | -                  |             | -           | -           | 26     | 1      |
| 2018-2019          | ES Sétif           | L1                 | 26         | 1          | CA              | 6               | 1               | CCL                | 6                  | 2                  |             | -           | -           | 38     | 4      |
| 2019-2020          | ES Sétif           | L1                 | 18         | 7          | CA              | 3               | 1               |                    | -                  | -                  |             | -           | -           | 21     | 8      |
| 2020-2021          | ES Sétif           | L1                 | 25         | 10         | CdL             | 1               | 1               | CCC                | 4                  | 0                  |             | -           | -           | 30     | 11     |
| Totale ES Sétif    | Totale ES Sétif    | Totale ES Sétif    | 69         | 18         |                 | 10              | 3               |                    | 10                 | 2                  |             | -           | -           | 89     | 23     |
| 2021-2022          | Antalyaspor        | SL                 | 19         | 1          | CT              | 3               | 3               |                    | -                  | -                  | ST          | 1           | 0           | 23     | 4      |
| Totale carriera    | Totale carriera    | Totale carriera    | 156        | 22         |                 | 16              | 6               |                    | 10                 | 2                  |             | 1           | 0           | 183    | 29     |

### Cronologia presenze e reti in nazionale
| Cronologia completa delle presenze e delle reti in nazionale ― Algeria | Cronologia completa delle presenze e delle reti in nazionale ― Algeria | Cronologia completa delle presenze e delle reti in nazionale ― Algeria | Cronologia completa delle presenze e delle reti in nazionale ― Algeria | Cronologia completa delle presenze e delle reti in nazionale ― Algeria | Cronologia completa delle presenze e delle reti in nazionale ― Algeria | Cronologia completa delle presenze e delle reti in nazionale ― Algeria | Cronologia completa delle presenze e delle reti in nazionale ― Algeria |
| Data                                                                   | Città                                                                  | In casa                                                                | Risultato                                                              | Ospiti                                                                 | Competizione                                                           | Reti                                                                   | Note                                                                   |
| ---------------------------------------------------------------------- | ---------------------------------------------------------------------- | ---------------------------------------------------------------------- | ---------------------------------------------------------------------- | ---------------------------------------------------------------------- | ---------------------------------------------------------------------- | ---------------------------------------------------------------------- | ---------------------------------------------------------------------- |
| 27-12-2019                                                             | Doha                                                                   | Qatar                                                                  | 0 – 1                                                                  | Algeria                                                                | Amichevole                                                             | -                                                                      | 72’                                                                    |
| 21-9-2019                                                              | Blida                                                                  | Algeria                                                                | 0 – 0                                                                  | Marocco                                                                | Qual. Campionato delle Nazioni Africane 2020                           | -                                                                      |                                                                        |
| Totale                                                                 |                                                                        | Presenze                                                               | 2                                                                      |                                                                        | Reti                                                                   | 0                                                                      |                                                                        |